# ان‌جی‌سی ۴۶۳
ان‌جی‌سی ۴۶۳ (انگلیسی: NGC 463) یک کهکشان عدسی شکل است که در فاصله ۲۶۴ میلیون سال نوری از زمین در صورت فلکی ماهی قرار دارد. این کهکشان در ۱۶ دسامبر ۱۸۷۱ میلادی توسط ستاره شناس فرانسوی ادوارد استفان کشف شد.